# 고성 갈천서원
고성 갈천서원(固城 葛川書院)은 대한민국 경상남도 고성군 대가면 갈천에 있는 서원이다.
1983년 7월 20일 경상남도의 문화재자료 제36호 갈천서원으로 지정되었다가, 2018년 12월 20일 현재의 명칭으로 변경되었다.

## 개요
고려시대 문신인 행촌 이암을 기리기 위해 세운 서원이다.
이암(1297∼1364)은 고려 충선왕 5년(1313)에 문과에 급제하였고, 공민왕 12년(1363)에는 1등 공신으로 철성부원군에 봉해지기도 했다. 그는 글씨에 능하여 동국(東國)의 조자앙이라 불렸으며, 특히 예서와 초서에 뛰어났다.
갈천서원은 고려 공민왕(재위 1351∼1374)때 회화면에 '금봉서원'으로 세웠는데, 조선 숙종 38년(1712)에 지금 있는 자리로 옮겨 세우고 '갈천서원'이라 하였다. 고종 6년(1869)에는 흥선대원군의 서원철폐령으로 폐쇄되었고, 광복 후 유림들이 복원하여 오늘에 이르고 있다.
현재 남아있는 건물로는 사우, 강당, 내삼문과 정문인 불사문이 있다.
강당은 앞면 3칸·옆면 2칸 규모로, 지붕은 옆면에서 볼 때 여덟 팔(八)자 모양인 팔작지붕이다. 불사문은 앞면 5칸·옆면 1칸의 규모이며, 지붕은 옆면에서 볼 때 사람 인(人)자 모양인 맞배지붕으로 꾸몄다. 가운데 1칸을 출입문으로 사용하고 있다. 사우에는 행촌 이암·묵제 여필·관포 어득강·도촌 이숭의 위패를 모셔놓고 제사를 지내고 있다.

## 참고 자료
- 고성 갈천서원 - 국가유산청 국가유산포털